# 미나가와 오사무
미나가와 오사무(일본어: 皆川おさむ, 1963년 1월 22일 ~ 2025년 7월 23일)는 일본의 가수이다.

## 생애
3세부터 히바리 아동 합창단에 소속되어 활동했으며, 같은 해에 방송된 《얀보 마보 일기예보》의 ‘화성 편’ 광고 음악을 녹음하였다. 6세 때에는 〈검은 고양이의 탱고〉로 레코드 데뷔를 하였다.
변성기를 맞은 후에는 드럼으로 전향하였고, 센조쿠가쿠엔 음악대학에서 타악기를 전공하였다. 졸업 후에는 그래픽 디자이너로 활동했으며, 이후 히바리 아동 합창단의 대표로 취임하였다.

## 가수 활동
1999년 4월 7일, 〈당고 3형제〉의 커버 싱글을 발매하였다. 당초에는 현역 가수가 아니라는 이유로 출연을 고사하였으나, 음반사 측의 설득에 따라 참여하게 되었다. 2008년에는 애니메이션 《케로로 중사》의 엔딩 테마곡인 〈케로 고양이의 탱고〉를 발표하였다.

## 사망
2025년 7월 23일 오전 0시 35분, 만성 신부전으로 요코하마시의 한 병원에서 사망하였다. 향년 62세. 생애 독신이었다.